# Oberengstringen
Oberengstringen är en ort och kommun i distriktet Dietikon i kantonen Zürich, Schweiz. Kommunen har 6 812 invånare (2023).